# .eg
.eg est le domaine de premier niveau national (country code top level domain : ccTLD) réservé à l'Égypte. La version en arabe est مصر. (.masr).